# Daniel Cummings
Daniel Cummings (* 14. April 2006) ist ein schottischer Fußballspieler, der bei Celtic Glasgow in der Scottish Premiership unter Vertrag steht.

## Karriere

### Verein
Daniel Cummings spielt seit seiner Kindheit bei Celtic Glasgow. Als bekennender Celtic-Fan unterzeichnete Cummings im Sommer 2022 seinen ersten Profivertrag bei dem Verein. Nach einer beeindruckenden Saison 2022/23 in der U18-Mannschaft, in der er beim Finalsieg im Scottish Youth Cup gegen die Rangers ein Tor erzielte, schaffte der Stürmer den Aufstieg in die B-Mannschaft von Celtic. Die Saison 2023/24 war die erste komplette Saison, die er in der Mannschaft von Darren O’Dea und Stephen McManus in der Lowland League verbrachte. Nach seinem Torerfolg im Youth Cup-Finale der letzten Saison setzte der Stürmer seine Torejagd gegen die Rangers fort und erzielte beim 3:0-Sieg im Glasgow Cup den Führungstreffer. Er begann die Saison 2024/25 mit durchschnittlich mehr als einem Tor pro Spiel für die B-Mannschaft und spielte auch in der Youth League. Gegen Slovan Bratislava gelang ihm ein Doppelpack zum 4:0-Sieg.
Am 29. Januar 2025 gab Cummings sein Profidebüt in der ersten Mannschaft, als er bei einer 2:4-Niederlage von Celtic in der Ligaphase der Champions League gegen Aston Villa für Adam Idah eingewechselt wurde.

### Nationalmannschaft
Daniel Cummings kam im Jahr 2023 zu seinem Debüt für Schottland, als er in der U17-Nationalmannschaft gegen Wales zum Einsatz kam. Im Jahr 2024 debütierte Cummings eine Altersklasse höher in der U19 gegen Ungarn.